# Cudrania
Cet article court présente un sujet plus développé dans : Maclura tricuspidata et Maclura#Synonymes.
Section
Cudrania, parfois appelé Cudrane, est le nom ancien d'un genre de plantes à fleurs désormais classé, selon les auteurs, comme une section ou comme une sous-section du genre Maclura et de l'espèce Maclura tricuspidata ((Carrière) Bureau ex. Lavallée) en particulier.

## Publication originale
- Auguste Trécul, 1847. Annales des Sciences Naturelles; Botanique, sér. 3, t. 8, p. 122.